# Atemelia contrariella
Atemelia contrariella is een vlinder uit de familie Praydidae. De wetenschappelijke naam van de soort werd in 1877 gepubliceerd door Philipp Christoph Zeller.